# الجدل حول لقاح كوفيد-19 بين شركة أسترازينكا والمفوضية الأوروبية

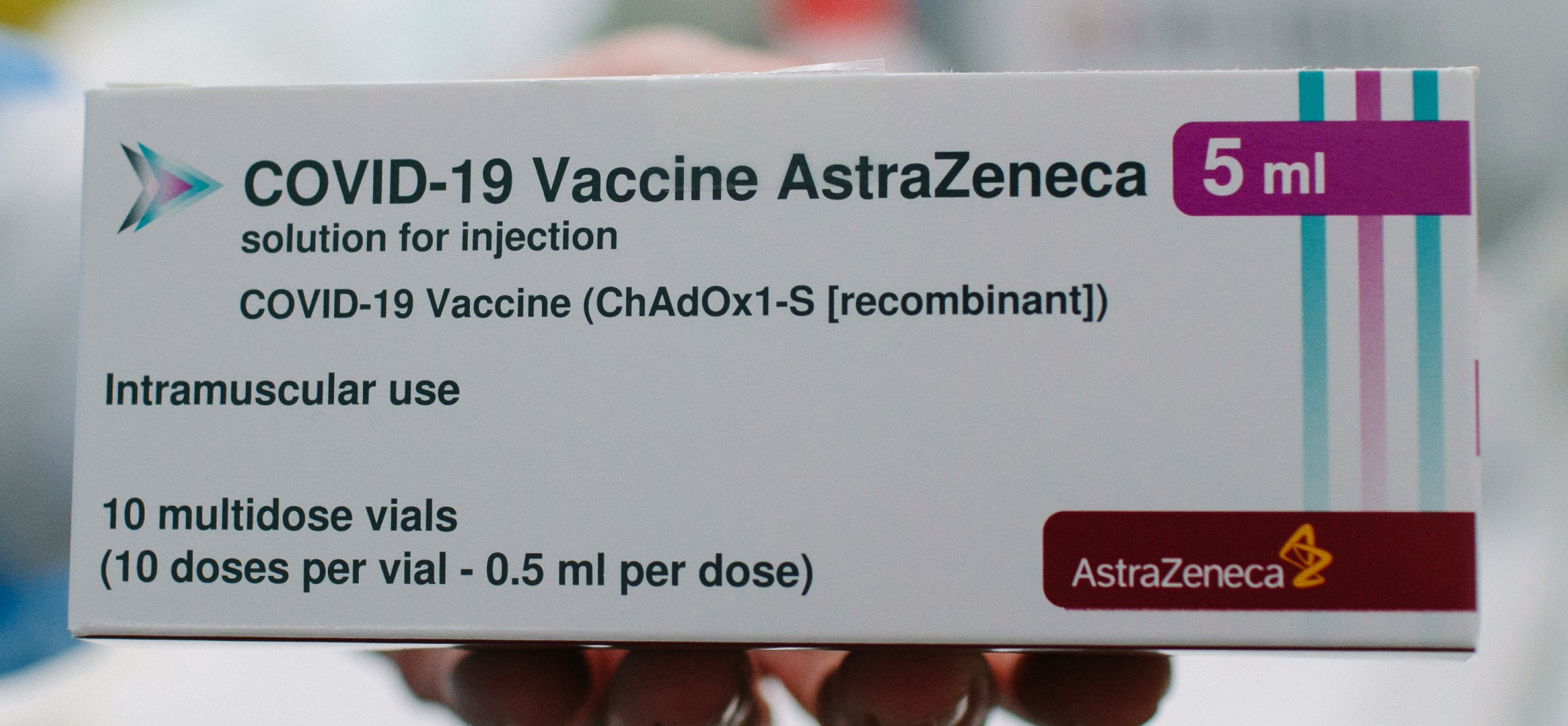
لقاح أسترازينكا ضد فيروس كورونا

نشب نزاع بين المفوضية الأوروبية وشركة أسترازينكا إيه بي للأدوية في يناير عام 2021 يتعلق بتوفير لقاحات كوفيد-19 خلال الجائحة، وامتد إلى نزاع حول المادة رقم 16 من بروتوكول (ميثاق) إيرلندا الشمالية. استمر التلقيح بخطى سريعة في المملكة المتحدة ولكن بشكل أبطأ منه في الاتحاد الأوروبي، وكان 30% من سكان بريطانيا قد تلقوا على الأقل الجرعة الأولى من اللقاح بحلول نهاية مارس 2021 مقارنة بنحو 8% من سكان الاتحاد الأوروبي. يعود سبب ذلك جزئيًا إلى التوافر المحدود للقاح أسترازينكا في الاتحاد الأوروبي. استمرت منظمة الصحة العالمية ووكالة الأدوية الأوروبية بالتصريح أن اللقاح كان آمنًا وفعالًا. من ناحية ثانية، قال ممثل وكالة الأدوية الأوروبية في يونيو أنه يجب تفضيل اللقاحات المعتمدة على تقنية إم-رنا في حال توفرها لجميع الفئات العمرية، بما في ذلك لمن أعمارهم تتعدى الستين عامًا.

## خلفية
طلبت عدة بلدان جرعات اللقاح بشكل مسبق من المنظمات التي تقوم بالأبحاث، وذلك بعد توقعها أنه سيتم تطوير لقاح ناجح ضد كوفيد-19. طلبت المملكة المتحدة مسبقًا 100 مليون جرعة من لقاح أوكسفورد-أسترازينكا بحلول مايو 2020 من خلال شركة أسترازينكا البريطانية المحدودة. وفقًا لتقرير صحيفة ديلي تيليغراف تقدم في الوقت نفسه منح ممولة من دافعي الضرائب إلى مصنعي اللقاح، في المملكة المتحدة والاتحاد الأوروبي، لزيادة الطاقة الإنتاجية من ضمنها نحو 21 مليون يورو من التمويل البريطاني لمصنع هاليكس في هولندا. وذلك قبل التجارب السريرية للقاح أوكسفورد المرشح. نفى الاتحاد الأوروبي أن مصنع هاليكس تلقى أي تمويل من الحكومة البريطانية. طلبت الحكومة الأمريكية وبرنامج WHO COVAX طلبات مشروطة مسبقة مماثلة لها، بمقدار 600 مليون جرعة من لقاح أوكسفورد المرشح، في الأسابيع التالية، مقابل تقديم الحكومة الأمريكية تمويل بقيمة 1.2 مليار دولار من أجل التطوير والتجارب السريرية للمرشح. دفع الاتحاد الأوروبي 336 مليون يورو مقدمًا لشركة أسترازينكا في أغسطس لتغطية التطوير والعوائق والتكاليف الأخرى التي تكبدها صانعو اللقاح. وصلت الشركة الفرعية السويدية إي بي في 13 يونيو إلى اتفاق مبدئي مع تحالف اللقاحات الشامل الذي لم يستمر طويلًا، وهو مجموعة مؤلفة من فرنسا وألمانيا وإيطاليا وهولندا، يقضي بتزويد النادي المكون من الأربعة بأربعمئة مليون جرعة. كان تحالف اللقاحات هذا بمثابة الخطوة الأولى لتحقيق نهج تعاوني للاتحاد الأوروبي يهدف إلى تأمين اللقاح، وقد كلف وزراء الصحة الوطنيون مفوضية الاتحاد الأوروبي بتولي المسؤولية بعد ذلك. قررت الدول الأعضاء في الاتحاد الأوروبي بنفسها السياسات الصحية الخاصة بها، لكن خلال صيف عام 2020، تولت بروكسل مهمة شراء اللقاح فيما دعته أورسولا فون دير لاين «بالاتحاد الصحي الأوروبي». كان بإمكان الدول الأعضاء أن تنسحب من عملية الشراء المركزة للاتحاد الأوروبي لكن أحدًا منها لم يفعل ذلك في البداية باستثناء هنغاريا. وقعت المفوضية الأوروبية، التي كانت تتفاوض بالنيابة عن الاتحاد الأوروبي بأكمله، اتفاقية مع شركة أسترازينكا إيه بي بتاريخ 27 أغسطس 2020.
كان الاتحاد الأوروبي عمومًا بطيئًا في توقيع عقود اللقاح الخاصة به لأنهم كانوا يطالبون بمسؤولية المنتج إذا حدث خطأ ما، وأرادوا إجراء عملية استعراض متجدد(مما يعني الموافقة التنظيمية الاعتيادية) بدلًا من تصريح الاستخدام في حالات الطوارئ. لم تكن الأولوية بالنسبة لوكالة الأدوية الأوروبية وللدول الأعضاء الفردية هي السرعة بل الحصول على ثقة العامة في سلامة اللقاحات وعملية التلقيح الجماعي. من ناحية ثانية، تنازلت الحكومات الأوروبية عن بعض الحصانة لشركة أسترازينكا ومن أجل دفع المطالبات المحتملة التي تتخطى الحد المتفق عليه، وكان ذلك مختلفًا عن العقد الذي أبرموه مع شركة سانوفي التي يقع مقرها في الاتحاد الأوروبي على سبيل المثال.
يشير تحليل لإسحاق ودويتش في المنظمة الإخبارية بوليتيكو أوروبا إلى أن مشاركة المملكة المتحدة بدأت بمنحة قدرها 65 مليون يورو لجامعة أوكسفورد في أبريل 2020 لتطوير خطة إنتاج للقاحهم والتي تطورت لاحقًا إلى اتفاقية ملزمة في مايو 2020 مع شركة أسترازينكا المحدودة. ارتبطت هذه الاتفاقية بالإمداد البريطاني وأصبحت الأساس للعقد البريطاني الرسمي الموقع بتاريخ 28 أغسطس 2020 مع الشركة السويدية الفرعية وذلك بعد يوم من توقيع عقد الاتحاد الأوروبي. يختلف العقد مع الشركة الفرعية البريطانية عن عقد الاتحاد الأوروبي مع الشركة الفرعية السويدية بأن العقد البريطاني أُبرم وفقًا للقانون الإنجليزي بدلًا من القانون البلجيكي المحدد في عقد الاتحاد الأوروبي، ويحوي تفاصيل أكثر دقة فيما يتعلق بالنقاط الرئيسية المرتبطة بالانقطاعات بالإمداد البريطاني. تضمن كلا العقدين مع الاتحاد الأوروبي والمملكة المتحدة بنود «أفضل الجهود».
بدأ تطبيق اللقاحات عندما تمت الموافقة على استخدام لقاح أسترازينكا-أوكسفورد في المملكة المتحدة بتاريخ 30 سبتمبر 2020. كان اللقاح الثاني الذي يدخل في برنامج التلقيح الوطني، لينضم بذلك إلى لقاح فايزر-بيونتك الذي تمت الموافقة عليه في 21 ديسمبر 2020. قدمت شركة أسترازينكا طلبها بتصريح التسويق الشرطي إلى وكالة الأدوية الأوروبية (إي إم إيه) بتاريخ 12 يناير 2021، ووافقت الوكالة لاحقًا على استخدام لقاح أوكسفورد-أسترازينكا في 29 يناير، لينضم إلى لقاح فايرز الذي تمت الموافقة عليه في 21 ديسمبر 2020، ولقاح موديرنا في السادس من يناير 2021. صرح الرئيس الفرنسي إيمانويل ماكرون قبل ساعات من ذلك بأن لقاح أوكسفورد-أسترازينكا كان «تقريبًا غير فعال مع الأشخاص فوق 65 عامًا». أوصت وكالة الأدوية الأوروبية باستخدامه لأي شخص فوق سن الثامنة عشر، لكنها حذرت أن الفعالية بالنسبة لمن هم فوق سن الخامسة والخمسين كانت محتملة ولكن بقيت غير معروفة في ذلك الوقت. بناءً على ذلك، قيد بعض المنظمون الوطنيون استخدامه لكبار السن. على سبيل المثال، لم توصي اللجنة الألمانية الدائمة المعنية بالتلقيح (ستيكو) باستخدامه لمن هم فوق سن الخامسة والستين في ذلك الوقت لأن شركة أسترازينكا لم ترسل البيانات التي توضح فعاليته لهذه الفئة العمرية، وأضافت أنه «ستغير ستيكو توصياتها عندما يكون هناك بيانات أكثر وأفضل». تلقى 2% من سكان الاتحاد الأوروبي الجرعة الأولى من اللقاح بحلول نهاية شهر يناير مقارنةً بنحو عشرة بالمئة من المملكة المتحدة. قررت المملكة المتحدة الحصول على موافقة الطوارئ بدلًا من الموافقة العادية (التي تعرض المصنعين للمساءلة في حال حدوث خطأ ما) والثقة بالتسليم في الوقت المناسب بدلًا من تخزين الجرعات الثانية مثلما فعلت معظم الدول الأعضاء في الاتحاد الأوروبي، وذلك وفقًا لتحليل أجرته إذاعة دويتشه فيلي. اختارت معظم الدول الأعضاء في الاتحاد تقديم الجرعات الثانية من اللقاح في أقرب فرصة. أرادوا أيضًا تجنب المنافسات الضارة بين الدول الأعضاء ومعدل التلقيح غير المتجانس من أجل تقليل مخاطر السلالات المحورة المتكيفة مع اللقاح.
وفقًا لبحث استقصائي أجرته مجلة دير شبيغل فقد سعى مطورو جامعة أوكسفورد للتعاون مع شركة ميرك الأمريكية بسبب خبرتها في إنتاج اللقاح. مع ذلك، اعترض وزير الصحة البريطاني مات هانكوك بسبب سياسات «أمريكا أولًا» التي ينتهجها ترامب والقلق من أن أي تعاون مع شركة أمريكية سيعني أن الولايات المتحدة سيتم خدمتها أولًا. في الحين الذي كانت فيه بريطانيا تنفصل عن الاتحاد الأوروبي، أوضح هانكوك على محطة إل بي سي الإذاعية أنه لم يرغب بتوقيع عقد يتطلب تسليم لقاح أوكسفورد على بلدان أخرى قبل المملكة المتحدة. نتيجة لذلك، أصبحت شركة أسترازينكا شريكة لأوكسفورد في أبريل 2020، على الرغم من أن أسترازينكا لم يكن لديها خبرة سابقة في أبحاث اللقاحات. جادلت مجلة دير شبيغل بأن هذا قد يفسر سبب اكتشاف الوكالات التنظيمية للعيوب في البيانات المرسلة ولماذا قللت الشركة من تقدير صعوبات الإنتاج وبالغت في تقدير قدراتها الإنتاجية. أكد الرئيس التنفيذي لشركة أسترازينكا باسكال سوريوت لحكومة جونسون أن الشركة ستقدم حصة كبيرة من اللقاح بشكل مبكر وحصري إلى المملكة المتحدة. تعهدت بالمقابل فرقة العمل البريطانية التي شكلت من أجل شراء اللقاح بالمشاركة بمئات الآلاف من المتطوعين في التجارب السريرية والتحمل الكبير لمخاطر المسؤولية، وهو عرض لا يمكن لأي شركة أدوية أن ترفضه وفقًا لدير شبيغل.